# 何恒平
何恒平，中华人民共和国政治人物、全国脱贫攻坚先进个人。湖南省第十二次党代会党代表。

## 生平
何恒平任汝城县文明瑶族乡大源瑶族村驻村工作队队长兼第一书记，郴州市政府办公室工作人员。因在脱贫攻坚战中作出突出贡献，2021年2月25日全国脱贫攻坚总结表彰大会上，何恒平被授予“全国脱贫攻坚先进个人”。